# Napoli Femminile 2024-2025
Questa voce raccoglie le informazioni riguardanti il Napoli Femminile nelle competizioni ufficiali della stagione 2024-2025.

## Stagione
Quella del 2024-25 è stata per il Napoli Femminile la seconda consecutiva in Serie A, dopo la vittoria dei play-off salvezza al termine della stagione precedente. In avvio di stagione Marco Bifulco è stato nominato nuovo presidente della società. Pochi giorni dopo è arrivata la nomina di Salvatore Mango come nuovo allenatore della squadra, che ha preso il posto di Biagio Seno, che aveva ottenuto una promozione e una salvezza nelle precedenti due annate.
Il 20 gennaio 2025, con la squadra al nono posto in classifica e reduce da cinque sconfitte consecutive, Salvatore Mango è stato esonerato dalla guida tecnica e sostituito da David Sassarini. Dopo il cambio allenatore, la squadra ha prima perso contro la Sampdoria, diretta concorrente per la salvezza, scendendo all'ultimo posto in classifica, per poi pareggiare in casa della capolista Juventus e vincere sul Como. Ha così concluso la stagione regolare al nono posto, accedendo alla poule salvezza. Nel corso della poule salvezza il Napoli Femminile ha ottenuto solamente un pareggio ed una vittoria, entrambi contro la Sampdoria, che sono stati sufficienti a mantenere la nona posizione in classifica, con 14 punti conquistati, frutto di 3 vittorie, 5 pareggi e 18 sconfitte, evitando la retrocessione diretta.
In Coppa Italia la squadra è arrivata fino ai quarti di finale. Dopo aver eliminato la Vis Mediterranea ai sedicesimi di finale, agli ottavi di finale ha superato la Sampdoria. Ai quarti di finale ha affrontato la Roma, come nella precedente edizione, perdendo la gara d'andata per 0-1; il ritorno si è concluso sul 2-2, col pareggio della Roma arrivato nei minuti di recupero del secondo tempo, sancendo l'eliminazione del Napoli dal torneo.

## Divise
Le divise ufficiali per la stagione sono state presentate il 31 ottobre 2024.
| Casa | Trasferta | Terza divisa |

## Organigramma societario
Area amministrativa
- Presidente: Marco Bifulco

Area tecnica
- Allenatore: Salvatore Mango, dal 20 gennaio 2025 David Sassarini[4]
- Vice allenatore: Alfonso Iennaco
- Preparatore dei portieri: Andrea Cerboneschi
- Preparatore atletico: Michele Gristina
- Match analyst: Davide Borin
- Team manager: Giovanna Canale

## Rosa
Rosa e numeri come da sito ufficiale.
| N. |                                 | Ruolo | Calciatrice                |
| -- | ------------------------------- | ----- | -------------------------- |
| 1  | Italia (bandiera)               | P     | Beatrice Beretta           |
| 2  | Danimarca (bandiera)            | D     | Matilde Lundorf            |
| 3  | Danimarca (bandiera)            | D     | Cecilie Sandvej            |
| 4  | Bosnia ed Erzegovina (bandiera) | D     | Gloria Slišković           |
| 5  | Italia (bandiera)               | D     | Paola Di Marino (capitano) |
| 7  | Italia (bandiera)               | C     | Debora Novellino           |
| 8  | Italia (bandiera)               | C     | Alice Giai                 |
| 8  | Germania (bandiera)             | C     | Stephanie Breitner         |
| 9  | Italia (bandiera)               | A     | Melania Martinovic         |
| 9  | Svezia (bandiera)               | A     | Loreta Kullashi            |
| 10 | Svezia (bandiera)               | A     | Marija Banusic             |
| 11 | Bosnia ed Erzegovina (bandiera) | A     | Maja Jelčić                |
| 12 | Italia (bandiera)               | D     | Caterina Fracaros          |
| 12 | Svezia (bandiera)               | C     | Klara Andrup               |
| 13 | Germania (bandiera)             | C     | Natalie Muth               |
| 14 | Uganda (bandiera)               | C     | Violah Nambi               |

| N. |                     | Ruolo | Calciatrice            |
| -- | ------------------- | ----- | ---------------------- |
| 14 | Norvegia (bandiera) | A     | Madelen Holme          |
| 17 | Nigeria (bandiera)  | A     | Olamide Adugbe         |
| 19 | Italia (bandiera)   | C     | Manuela Sciabica       |
| 21 | Italia (bandiera)   | C     | Virginia Di Giammarino |
| 22 | Germania (bandiera) | C     | Vivien Beil            |
| 23 | Italia (bandiera)   | C     | Melissa Bellucci       |
| 24 | Italia (bandiera)   | C     | Alessia D'Angelo       |
| 27 | Italia (bandiera)   | C     | Erika Santoro          |
| 28 | Italia (bandiera)   | A     | Ginevra Moretti        |
| 33 | Italia (bandiera)   | D     | Alice Pellinghelli     |
| 42 | Croazia (bandiera)  | P     | Doris Bačić            |
| 44 | Italia (bandiera)   | D     | Tecla Pettenuzzo       |
| 67 | Italia (bandiera)   | D     | Michela Giordano       |
| 90 | Italia (bandiera)   | C     | Gabriella Langella     |
| 99 | Italia (bandiera)   | A     | Morena Gianfico        |

## Calciomercato

### Sessione estiva
| Acquisti | Acquisti               | Acquisti     | Acquisti |
| R.       | Nome                   | da           | Modalità |
| -------- | ---------------------- | ------------ | -------- |
| D        | Caterina Fracaros      | Inter        | prestito |
| D        | Michela Giordano       | Juventus     | [ 15 ]   |
| D        | Matilde Lundorf        | Como         | [ 16 ]   |
| D        | Alice Pellinghelli     | Sassuolo     | prestito |
| D        | Cecilie Sandvej        | Digione      | [ 18 ]   |
| D        | Gloria Slišković       | Juventus     | prestito |
| C        | Vivien Beil            | Parma        | [ 19 ]   |
| C        | Melissa Bellucci       | Juventus     | prestito |
| C        | Virginia Di Giammarino | Pomigliano   | [ 20 ]   |
| C        | Alice Giai             | Juventus     | prestito |
| C        | Natalie Muth           | MSV Duisburg | [ 21 ]   |
| C        | Violah Nambi           | Pomigliano   | [ 16 ]   |
| C        | Debora Novellino       | Pomigliano   | [ 22 ]   |
| C        | Manuela Sciabica       | Juventus     | prestito |
| A        | Olamide Adugbe         | Nija Ratel   | [ 23 ]   |
| A        | Maja Jelčić            | Inter        | prestito |
| A        | Melania Martinovic     | Como         | [ 25 ]   |
| A        | Ginevra Moretti        | Juventus     | prestito |

| Cessioni | Cessioni           | Cessioni           | Cessioni      |
| R.       | Nome               | a                  | Modalità      |
| -------- | ------------------ | ------------------ | ------------- |
| P        | Francesca Fabiano  | Sampdoria          | fine prestito |
| D        | Sofia Bertucci     | Juventus           | fine prestito |
| D        | Martina Di Bari    | Genoa              | [ 26 ]        |
| D        | Miharu Kobayashi   | Tokyo Verdy Beleza |               |
| D        | Alice Pellinghelli | Sassuolo           | fine prestito |
| D        | Federica Veritti   | ChievoVerona FM    | [ 27 ]        |
| C        | Gina Chmielinski   | Sassuolo           | [ 28 ]        |
| C        | Valentina Gallazzi | Roma               | fine prestito |
| C        | Giulia Giacobbo    | Fiorentina         | fine prestito |
| C        | Alice Giai         | Juventus           | fine prestito |
| C        | Claudia Mauri      | Lumezzane          | [ 29 ]        |
| C        | Yuki Togawa        |                    | svincolata    |
| A        | Alice Corelli      | Roma               | fine prestito |
| A        | Elisa del Estal    | Como               | [ 30 ]        |
| A        | Nina Kajzba        | Roma               | fine prestito |
| A        | Paloma Lázaro      | Servette Chênois   | [ 31 ]        |

### Sessione invernale
| Acquisti | Acquisti           | Acquisti       | Acquisti |
| R.       | Nome               | da             | Modalità |
| -------- | ------------------ | -------------- | -------- |
| C        | Klara Andrup       | Brommapojkarna | [ 32 ]   |
| C        | Stephanie Breitner | Fiorentina     | [ 33 ]   |
| C        | Erika Santoro      | Betis          | [ 34 ]   |
| A        | Madelen Holme      |                | [ 35 ]   |
| A        | Loreta Kullashi    | Inter          | prestito |

| Cessioni | Cessioni           | Cessioni | Cessioni              |
| R.       | Nome               | a        | Modalità              |
| -------- | ------------------ | -------- | --------------------- |
| D        | Caterina Fracaros  | Inter    | fine prestito         |
| C        | Alice Giai         | Juventus | fine prestito         |
| C        | Violah Nambi       |          | risoluzione contratto |
| A        | Olamide Adugbe     | Freedom  | prestito              |
| A        | Melania Martinovic | Lazio    | definitivo            |

## Risultati

### Serie A

#### Prima fase

##### Girone di andata
| Arbitro: | Pizzi (Bergamo) |

|               |           |  |
| Bredgaard 67’ | Marcatori |  |

| Arbitro: | Maccarini (Arezzo) |

|               |           |                                                             |
| Banusic 45+3’ | Marcatori | 70’ Cambiaghi 79’ Wullaert 84’ Serturini 88’ (aut.) Lundorf |

| Arbitro: | Restaldo (Ivrea) |

|              |           |  |
| Novellino 2’ | Marcatori |  |

| Arbitro: | Vogliacco (Bari) |

|                              |           |              |
| Giugliano 20’, 37’ Viens 27’ | Marcatori | 80’ Giordano |

| Arbitro: | Pezzopane (L'Aquila) |

|  |           |              |
|  | Marcatori | 90+2’ Dompig |

| Formello 13 ottobre 2024, ore 18:00 CEST 6ª giornata | Lazio                 | 0 – 0 referto referto 2 | Napoli | Stadio Mirko Fersini\| Arbitro: \| Gasperotti (Rovereto) \| |
| Arbitro:                                             | Gasperotti (Rovereto) |                         |        |                                                             |

| Genova 19 ottobre 2024, ore 12:30 CEST 7ª giornata | Sampdoria         | 0 – 0 referto | Napoli | Stadio La Sciorba\| Arbitro: \| Sfira (Pordenone) \| |
| Arbitro:                                           | Sfira (Pordenone) |               |        |                                                      |

| Arbitro: | Mastrodomenico (Matera) |

|  |           |                                                    |
|  | Marcatori | 9’ (rig.) Girelli 44’ Krumbiegel 70’ (rig.) Caruso |

| Arbitro: | Rispoli (Locri) |

|                                |           |  |
| Nischler 1’, 43’ del Estal 41’ | Marcatori |  |

##### Girone di ritorno
| Cercola 16 novembre 2024, ore 15:00 CET 10ª giornata | Napoli                   | 0 – 0 referto referto 2 | Fiorentina | Stadio comunale Giuseppe Piccolo\| Arbitro: \| Molinaro (Lamezia Terme) \| |
| Arbitro:                                             | Molinaro (Lamezia Terme) |                         |            |                                                                            |

| Arbitro: | Turrini (Firenze) |

|           |           |  |
| Magull 8’ | Marcatori |  |

| Arbitro: | Gigliotti (Cosenza) |

|                                     |           |            |
| Chmielinski 17’ Sabatino 61’ (rig.) | Marcatori | 68’ Jelčić |

| Arbitro: | Gianquinto (Parma) |

|             |           |                            |
| Moretti 17’ | Marcatori | 87’ Giugliano 90+2’ Minami |

| Arbitro: | D'Eusanio (Faenza) |

|                                                                      |           |  |
| Dompig 7’ (33), rig’ Ijeh 15’ Arrigoni 36’ Cernoia 45’ Marinelli 78’ | Marcatori |  |

| Arbitro: | Rinaldi (Bassano del Grappa) |

|  |           |                                             |
|  | Marcatori | 11’ Piemonte 40’, 59’ Castiello 43’ Goldoni |

| Arbitro: | Zoppi (Firenze) |

|  |           |                      |
|  | Marcatori | 72’ (rig.) Arcangeli |

| Arbitro: | Vergaro (Napoli) |

|             |           |            |
| Cantore 52’ | Marcatori | 74’ Andrup |

| Arbitro: | Gavini (Aprilia) |

|                                                  |           |                  |
| Slišković 49’ Banusic 52’ Jelčić 80’ Moretti 83’ | Marcatori | 44’, 77’ Kramžar |

#### Poule salvezza

##### Girone di andata
| Arbitro: | Marotta (Sapri) |

|                              |           |          |
| Fisher 20’ Sabatino 24’, 85’ | Marcatori | 29’ Muth |

| Arbitro: | Di Cicco (Lanciano) |

|  |           |                                                    |
|  | Marcatori | 29’ Connolly 63’ Visentin 81’ Piemonte 90+7’ Kaján |

| Genova 15 marzo 2025, ore 12:30 CET 3ª giornata | Sampdoria           | 0 – 0 referto | Napoli | Stadio La Sciorba\| Arbitro: \| Picardi (Viareggio) \| |
| Arbitro:                                        | Picardi (Viareggio) |               |        |                                                        |

| 22 marzo 2025 4ª giornata |  | – Turno di riposo |  |  |

| Arbitro: | Cerbasi (Arezzo) |

|  |           |                      |
|  | Marcatori | 28’ Kramžar 64’ Kerr |

##### Girone di ritorno
| Arbitro: | Gasperotti (Rovereto) |

|  |           |           |
|  | Marcatori | 76’ Dhont |

| Arbitro: | Dorillo (Torino) |

|                         |           |                   |
| Piemonte 2’ Goldoni 41’ | Marcatori | 50’ Di Giammarino |

| Arbitro: | Silvestri (Roma 1) |

|                           |           |            |
| Giordano 24’ Bellucci 58’ | Marcatori | 10’ Llopis |

| 3 maggio 2025 9ª giornata |  | – Turno di riposo |  |  |

| Arbitro: | Viapiana (Catanzaro) |

|                                     |           |             |
| Karlernäs 11’ Kerr 35’ Nischler 73’ | Marcatori | 13’ Lundorf |

### Coppa Italia
| Arbitro: | Scarpati (Formia) |

|                                       |           |                                                                  |
| Pettenuzzo 27’ (aut.) Cinquegrana 80’ | Marcatori | 4’ Banusic 9’ Martinovic 40’ Sciabica 56’ Pettenuzzo 75’ Moretti |

| Arbitro: | Colelli (Ostia Lido) |

|              |           |  |
| Langella 80’ | Marcatori |  |

| Arbitro: | Dorillo (Torino) |

|  |           |             |
|  | Marcatori | 73’ Dragoni |

| Arbitro: | Tropiano (Bari) |

|                          |           |                         |
| Glionna 62’ Linari 90+5’ | Marcatori | 66’ Andrup 90’ Sciabica |

## Statistiche

### Statistiche di squadra
| Competizione | Punti | In casa | In casa | In casa | In casa | In casa | In casa | In trasferta | In trasferta | In trasferta | In trasferta | In trasferta | In trasferta | Totale | Totale | Totale | Totale | Totale | Totale | DR  |
| Competizione | Punti | G       | V       | N       | P       | Gf      | Gs      | G            | V            | N            | P            | Gf           | Gs           | G      | V      | N      | P      | Gf     | Gs     | DR  |
| ------------ | ----- | ------- | ------- | ------- | ------- | ------- | ------- | ------------ | ------------ | ------------ | ------------ | ------------ | ------------ | ------ | ------ | ------ | ------ | ------ | ------ | --- |
| Serie A      | 14    | 13      | 3       | 1       | 9       | 9       | 25      | 13           | 0            | 4            | 9            | 6            | 25           | 26     | 3      | 5      | 18     | 15     | 50     | -35 |
| Coppa Italia | -     | 2       | 1       | 0       | 1       | 1       | 1       | 2            | 1            | 1            | 0            | 7            | 4            | 4      | 2      | 1      | 1      | 8      | 5      | +3  |
| Totale       | -     | 15      | 4       | 1       | 10      | 10      | 26      | 15           | 1            | 5            | 9            | 13           | 29           | 30     | 5      | 6      | 19     | 23     | 55     | -32 |

### Andamento in campionato
| Giornata  | 1 | 2 | 3 | 4 | 5 | 6 | 7 | 8 | 9 | 10 | 11 | 12 | 13 | 14 | 15 | 16 | 17 | 18 | 19 | 20 | 21 | 22 | 23 | 24 | 25 | 26 | 27 | 28 |
| --------- | - | - | - | - | - | - | - | - | - | -- | -- | -- | -- | -- | -- | -- | -- | -- | -- | -- | -- | -- | -- | -- | -- | -- | -- | -- |
| Luogo     | T | C | C | T | C | T | T | C | T | C  | T  | T  | C  | T  | C  | C  | T  | C  | T  | C  | T  | R  | C  | C  | T  | C  | R  | T  |
| Risultato | P | P | V | P | P | N | N | P | P | N  | P  | P  | P  | P  | P  | P  | N  | V  | P  | P  | N  | -  | P  | P  | P  | V  | -  | P  |
| Posizione | 7 | 9 | 5 | 7 | 8 | 7 | 8 | 8 | 8 | 8  | 8  | 9  | 9  | 9  | 9  | 10 | 10 | 9  | 9  | 9  | 9  | 9  | 9  | 9  | 9  | 9  | 9  | 9  |

Legenda:

Luogo: C = Casa; T = Trasferta. Risultato: V = Vittoria; N = Pareggio; P = Sconfitta.

### Statistiche delle giocatrici
| Giocatore        | Serie A  | Serie A | Serie A     | Serie A    | Coppa Italia | Coppa Italia | Coppa Italia | Coppa Italia | Totale   | Totale | Totale      | Totale     |
| Giocatore        | Presenze | Reti    | Ammonizioni | Espulsioni | Presenze     | Reti         | Ammonizioni  | Espulsioni   | Presenze | Reti   | Ammonizioni | Espulsioni |
| ---------------- | -------- | ------- | ----------- | ---------- | ------------ | ------------ | ------------ | ------------ | -------- | ------ | ----------- | ---------- |
| O. Adugbe        | 6        | 0       | 1           | 0          | 0            | 0            | 0            | 0            | 6        | 0      | 1           | 0          |
| K. Andrup        | 12       | 1       | 1           | 0          | 2            | 1            | 0            | 0            | 14       | 2      | 1           | 0          |
| D. Bačić         | 20       | -34     | 3           | 0          | 0            | 0            | 0            | 0            | 20       | -34    | 3           | 0          |
| M. Banusic       | 14       | 2       | 1           | 0          | 4            | 1            | 0            | 0            | 18       | 3      | 1           | 0          |
| V. Beil          | 2        | 0       | 0           | 0          | -            | -            | -            | -            | 2        | 0      | 0           | 0          |
| M. Bellucci      | 23       | 1       | 3           | 0          | 4            | 0            | 0            | 0            | 27       | 1      | 3           | 0          |
| B. Beretta       | 7        | -15     | 0           | 0          | 4            | -5           | 0            | 0            | 11       | -20    | 0           | 0          |
| S. Breitner      | 8        | 0       | 3           | 0          | -            | -            | -            | -            | 8        | 0      | 3           | 0          |
| A. D'Angelo      | 0        | 0       | 0           | 0          | 0            | 0            | 0            | 0            | 0        | 0      | 0           | 0          |
| V. Di Giammarino | 21       | 1       | 1           | 0          | 2            | 0            | 0            | 0            | 23       | 1      | 1           | 0          |
| P. Di Marino     | 9        | 0       | 4           | 0          | 1            | 0            | 0            | 0            | 10       | 0      | 4           | 0          |
| C. Fracaros      | 1        | 0       | 1           | 0          | 1            | 0            | 0            | 0            | 2        | 0      | 1           | 0          |
| A. Giai          | 9        | 0       | 2           | 0          | 2            | 0            | 0            | 0            | 11       | 0      | 2           | 0          |
| M. Gianfico      | 6        | 0       | 0           | 0          | 0            | 0            | 0            | 0            | 6        | 0      | 0           | 0          |
| M. Giordano      | 23       | 2       | 2           | 0          | 4            | 0            | 1            | 0            | 27       | 2      | 3           | 0          |
| M. Holme         | 0        | 0       | 0           | 0          | -            | -            | -            | -            | 0        | 0      | 0           | 0          |
| M. Jelčić        | 24       | 2       | 0           | 0          | 1            | 0            | 0            | 0            | 25       | 2      | 0           | 0          |
| L. Kullashi      | 13       | 0       | 1           | 0          | 2            | 0            | 0            | 0            | 15       | 0      | 1           | 0          |
| G. Langella      | 7        | 0       | 0           | 0          | 3            | 1            | 0            | 0            | 10       | 1      | 0           | 0          |
| M. Lundorf       | 25       | 1       | 4           | 0          | 3            | 0            | 0            | 0            | 28       | 1      | 4           | 0          |
| M. Martinovic    | 13       | 0       | 0           | 0          | 2            | 1            | 0            | 0            | 15       | 1      | 0           | 0          |
| G. Moretti       | 24       | 2       | 1           | 0          | 4            | 1            | 1            | 0            | 28       | 3      | 2           | 0          |
| N. Muth          | 22       | 1       | 8           | 2          | 3            | 0            | 0            | 0            | 25       | 1      | 8           | 2          |
| V. Nambi         | 3        | 0       | 0           | 0          | 1            | 0            | 0            | 0            | 4        | 0      | 0           | 0          |
| D. Novellino     | 11       | 1       | 1           | 0          | 4            | 0            | 1            | 0            | 15       | 1      | 2           | 0          |
| A. Pellinghelli  | 12       | 0       | 0           | 0          | -            | -            | -            | -            | 12       | 0      | 0           | 0          |
| T. Pettenuzzo    | 26       | 0       | 3           | 0          | 4            | 1            | 0            | 0            | 30       | 1      | 3           | 0          |
| C. Sandvej       | 9        | 0       | 0           | 0          | 1            | 0            | 0            | 0            | 10       | 0      | 0           | 0          |
| E. Santoro       | 10       | 0       | 1           | 0          | 1            | 0            | 1            | 0            | 11       | 0      | 2           | 0          |
| M. Sciabica      | 25       | 0       | 2           | 0          | 4            | 2            | 0            | 0            | 29       | 2      | 2           | 0          |
| G. Slišković     | 14       | 1       | 4           | 0          | 4            | 0            | 2            | 0            | 18       | 1      | 6           | 0          |